# Allium szovitsii
Allium szovitsii — вид трав'янистих рослин родини амарилісові (Amaryllidaceae), поширений у Туреччині, Закавказзі, пн.-зх. Ірані.

## Опис
Цибулина циліндрично-довгаста, 3.5–13 x 1–1.5 см, зовнішні оболонки коричневі, густо волокнисто-сітчасті. Стебло 15–40 см. Листків 2–5, лінійні, 2–4 мм завширшки, тупі. Зонтик напівсферичний або сферичний, діаметром 1.5–2.5 см, щільний. Оцвітина дзвоникоподібна; сегменти від бузково-рожевого до лілового або фіолетового кольору, рідко білі, з темно-фіолетовим серединною жилкою, довгасто-еліптичні або широко еліптичні, 5–6 мм, тупі або майже гострі. Пиляки бузкові або фіолетові. Коробочка яйцеподібна, 6–7 мм, ≈ завдовжки з оцвітину.

## Поширення
Поширений у Туреччині, Закавказзі (Азербайджан, Вірменія, Грузія), пн.-зх. Ірані.
Населяє альпійські луки, магматичні скелі на кущистих схилах та в ярах, вапнякові відслонення, 2000–3215 м.